# Гусаков, Александр Петрович
Александр Петрович Гусаков (25 июня 1937, Москва — 22 ноября 2009, Москва) — советский борец вольного стиля, мастер спорта СССР (1957), старший тренер молодёжной сборной СССР, Заслуженный тренер СССР.

## Биография
Увлёкся борьбой в 1951 году. В 1956 году выполнил норматив мастера спорта (звание присвоено в мае 1957 года). Представлял общество «Строитель» (Москва).
С 1956 года начал заниматься тренерской деятельностью.
В 1975—1983 годах исполнял обязанности старшего тренера молодёжной сборной команды СССР по вольной борьбе. Благодаря его руководству команда побеждала на первенствах Европы 1976, 1978, 1980, 1982 годов, первенствах мира 1977, 1979, 1981 годов и завоевала 46 золотых, 9 серебряных и 6 бронзовых медалей.